# ريان جودفيلو
ريان جودفيلو (بالإنجليزية: Ryan Goodfellow)‏ هو لاعب كرة قدم بريطاني في مركز حراسة المرمى، ولد في 26 مايو 1993 في Melrose, Scottish Borders ‏ في المملكة المتحدة. لعب مع دونفرملين أثلتيك ونادي إيست فيف.

## وصلات خارجية
- ريان جودفيلو على موقع قاعدة بيانات كرة القدم.إي يو (الإنجليزية)
- ريان جودفيلو على موقع Soccerbase.com (لاعب) (الإنجليزية)
- ريان جودفيلو على موقع Soccerway.com (الإنجليزية)